# Danielle Pelham
Danielle Pelham (19 de diciembre de 1984) es una deportista ghanesa-estadounidense que compitió en taekwondo.
Hasta el año 2013 participó bajo la bandera estadounidense obteniendo una medalla de oro en el Campeonato Mundial de Taekwondo de 2009. Desde 2014 participó bajo la nacionalidad ghanesa consiguiendo una medalla de bronce en los Juegos Panafricanos de 2015.

## Palmarés internacional
| Representando a Estados Unidos |                                   |                   |           |
| Campeonato Mundial             |                                   |                   |           |
| Año                            | Lugar                             | Medalla           | Categoría |
| 2009                           | Copenhague (Dinamarca)            | Medalla de oro    | –53 kg    |
| Representando a Ghana          |                                   |                   |           |
| Juegos Panafricanos            |                                   |                   |           |
| Año                            | Lugar                             | Medalla           | Categoría |
| 2015                           | Brazzaville (República del Congo) | Medalla de bronce | –53 kg    |